# Клајв Бер
Клајв Бер (енгл. Clive Burr; Лондон, 8. март 1957 — Лондон, 12. март 2013) био је бубњар бенда Iron Maiden.

## Биографија
Крајем седамдесетих свира у групи Самсон. Године 1979. стиже у Ајрон мејден са којим снима три албума. После турнеје „The Number of The Beast“ албума, због мамутских турнеја, напушта бенд. Одлази у Траст, из којег је бубњар Нико Мекбрејн дошао у Ајрон мејден. Прави свој бенд Клајв Берс Ескејп, који касније мења име у Стратус. Године 1985. учествује у пројекту Gogmagog са Полом Ди'Аном и Јаником Герсом. Крајем осамдесетих се прикључује бенду Десперадо (Dee Snider). Почетком деведесетих долази у Еликсир. Основао је фонд Clive Aid Trust Fond за борбу против мултипле склерозе од које је боловао. Преминуо је у сну 12. марта 2013. на рођендан басисте Ајрон мејдена Стива Хариса.

## Дискографија са Ајрон мејденом
- 1980. Running Free – сингл
  - Sanctuary - сингл
  - Women in Uniform – сингл
  - Metal for Muthas – компилација
  - Iron Maiden – први албум
  - Live + One – ЕП
- 1981. Twilight zone – сингл
  - Killers – други албум
  - Maiden Japan – уживо
  - Purgatory – сингл
- 1982. Run To The Hills – сингл
  - The Number of The Beast – албум
  - The Number of The Beast – сингл
- Синглови у добротворне сврхе за Clive Aid Trust Fond
- 2002. Run To The Hills – сингл